# Elia Millosevich

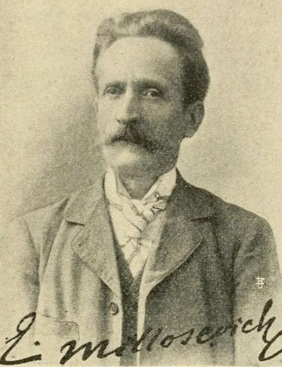
Elia Millosevich.

Elia Filippo Francesco Giuseppe Maria Millosevich, född den 5 september 1848 i Venedig, död den 5 december 1919 i Rom, var en italiensk astronom. 
Millosevich blev 1872 professor i astronomi vid Regio Istituto di Marina Mercantile i Venedig, 1880 vicedirektör for Ufficio Centrale di Meteorologia, vartill hörde som en särskild avdelning Osservatorio Astronomico al Collegio Romano. År 1902 blev han observatoriets direktör. Millosevich publicerade i facktidskrifter talrika observationer och beräkningar av planeter och kometer; bland dessa märks speciellt hans studier över Eros bana. Tillsammans med Domenico Peyra utgav han Catalogo di 2491 stelle (Modena 1896) och Catalogo di 1291 stelle australi (1901), och tillsammans med Emanuele Tringali Catalogo di 412 stelle (1904).

## Asteroider upptäckta av Elia Millosevich
| 303 Josephina | 12 februari 1891 |
| 306 Unitas    | 1 mars 1891      |